# 斜内山
斜内山（しゃないさん）は、北海道の枝幸郡浜頓別町と枝幸郡枝幸町の2町にまたがる標高438.8mの山である。山頂には二等三角点「斜内山」が設置されている。

## 概要
北見山地の最北端に位置する山で、オホーツク海に突き出る山体の先端部は北見神威岬と呼ばれ、北見神威岬灯台が建っているほか「ピㇼカノカ神威岬」として2010年に国の名勝に指定されている。国道238号はかつて斜内山を迂回して斜内山道を通じており、車道沿いには興浜北線の線路跡が見られるが、現在は北オホーツクトンネルの開通により斜内山地下を横断する道路に切り替わったため現在斜内山道は町道となっている。

## 登山
登山道は無いが主に無雪期に登られる。北オホーツクトンネルの浜頓別町側の入口にある駐車場から斜内山を直登する。全体的にかなり急登であり、山頂部は岩場もあることに加えて藪漕ぎを強いられるためそれなりの難易度がある。